# 阿森松堂区 (路易斯安那州)
阿森松堂區（英語：Ascension Parish）是美國路易斯安那州東部的一個堂區。面積784平方公里。根據美國2000年人口普查，共有人口77,627人。治所唐納森維爾 (Donaldsonville)。
成立於1807年3月31日，是最早成立的堂區之一。本堂區的名稱來自殖民者建立的一家教堂。